# West Bend (Iowa)
West Bend is een plaats (city) in de Amerikaanse staat Iowa, en valt bestuurlijk gezien onder Kossuth County en Palo Alto County.

## Demografie
Bij de volkstelling in 2000 werd het aantal inwoners vastgesteld op 834.
In 2006 is het aantal inwoners door het United States Census Bureau geschat op 813, een daling van 21 (-2,5%).

## Geografie
Volgens het United States Census Bureau beslaat de plaats een oppervlakte van
2,3 km², geheel bestaande uit land. West Bend ligt op ongeveer 363 m boven zeeniveau.

## Plaatsen in de nabije omgeving
De onderstaande figuur toont nabijgelegen plaatsen in een straal van 20 km rond West Bend.